# Early Takes: Volume 1
Albums de George Harrison
Let It Roll
(2009)
Early Takes: Volume 1 est une compilation de George Harrison regroupant dix titres enregistrés au tout début des années 1970, soit pendant et juste après la séparation des Beatles. Ces démos et premières prises en studio apparaissent dans le documentaire de Martin Scorsese George Harrison: Living in the Material World, sorti en 2011.
L'album comprend six chansons issus de son premier album solo All Things Must Pass, ainsi que The Light That Has Lighted the World et Woman Don’t You Cry for Me, publiés respectivement sur Living In The Material World (1973) et Thirty Three & 1/3 (1976). Les deux derniers titres sont des reprises : Mama You've Been on My Mind de Bob Dylan et Let It Be Me des Everly Brothers, version anglaise de la chanson Je t'appartiens de Gilbert Bécaud.

## Listes des pistes
Toutes les chansons sont écrites et composées par George Harrison sauf mention contraire.
| 1.    | My Sweet Lord (demo)                                                            | 3:33 |
| 2.    | Run of the Mill (demo)                                                          | 1:56 |
| 3.    | I'd Have You Any Time (early take) (Bob Dylan/George Harrison)                  | 3:06 |
| 4.    | Mama You've Been on My Mind (demo) (Bob Dylan)                                  | 3:04 |
| 5.    | Let It Be Me (Je t'appartiens) (demo) Gilbert Bécaud/Manny Kurtz/Pierre Leroyer | 2:56 |
| 6.    | Woman Don’t You Cry for Me (early take)                                         | 2:44 |
| 7.    | Awaiting on You All (early take)                                                | 2:40 |
| 8.    | Behind That Locked Door (demo)                                                  | 3:29 |
| 9.    | All Things Must Pass (demo)                                                     | 4:48 |
| 10.   | The Light That Has Lighted the World (demo)                                     | 2:23 |
| 30:39 |                                                                                 |      |